# TF2000급 호위함
TF2000급 호위함은 터키 해군이 구상중인 차기 호위함이다. 7,000톤급의 배수량과 수직발사대를 갖춘 첨단 호위함으로, 한국의 KDDX나 일본의 아키즈키급 호위함과 비교된다.

## 무장
TF2000급 호위함은 32셀 VLS의 무장을 갖출 것으로 보인다.

### TF2000에 탑재될 미사일 무장
- 하푼 또는 해군 스트라이크 미사일 ( SSM )
- RIM-156 SM-2 블록 IV ( SAM )
- RIM-162 시 스패로우 미사일 ( ESSM )
- RIM-116 램 ( CIWS-PDMS )
- VL ASROC ( ASW )

## 레이다
- ASELSAN ÇAFRAD CFR (COK Fonksiyonlu 레이다) / (다기능 레이다)
- ASELSAN ÇAFRAD AYR (AYDINLATMA 레이다) / (화력 통제 레이다)
- ASELSAN ÇAFRAD UMR (Uzun Menzilli 레이다) / (장거리 레이다)
- ASELSAN ÇAFRAD IFF (Electronik Taramali IFF)

## 같이 보기
- KDDX
- 충무공이순신급 구축함
- 아키즈키급 호위함
- 무라사메급 호위함
- 052C형 구축함